# Castianeira pulcherrima

Castianeira pulcherrima är en spindelart som först beskrevs av Octavius Pickard-Cambridge 1874.
Castianeira pulcherrima ingår i släktet Castianeira och familjen flinkspindlar. Inga underarter finns listade.